# John Slim
John Percival Slim (ur. 9 stycznia 1885 w Wednesbury, zm. 14 marca 1966 w Wandsworth) – brytyjski zapaśnik walczący w stylu wolnym. Srebrny medalista olimpijski z Londynu 1908 w wadze piórkowej – 61 kg.
Dwukrotny mistrz kraju w 1905 i 1907 (63 kg).
- Turniej w Londynie 1908

Pokonał swoich rodaków: Sidneya Peake’a i Williama Tagga, a w finale przegrał z Amerykaninem George'em Dole'em.